# Arquidiócesis de Albi
La arquidiócesis de Albi (en latín: Archidioecesis Albiensis y en francés: Archidiocèse d'Albi, Castres et Lavaur) es una circunscripción eclesiástica de la Iglesia católica en Francia. Se trata de una arquidiócesis latina, sufragánea de la arquidiócesis de Toulouse. Desde el 18 de agosto de 2023 su arzobispo es Jean-Louis Balsa. Desde el 17 de febrero de 1922 los arzobispos de Albi llevan además los títulos de obispos de Castres (en latín: Castrensis) y de Lavaur (en latín: Vaurensis).

## Territorio y organización

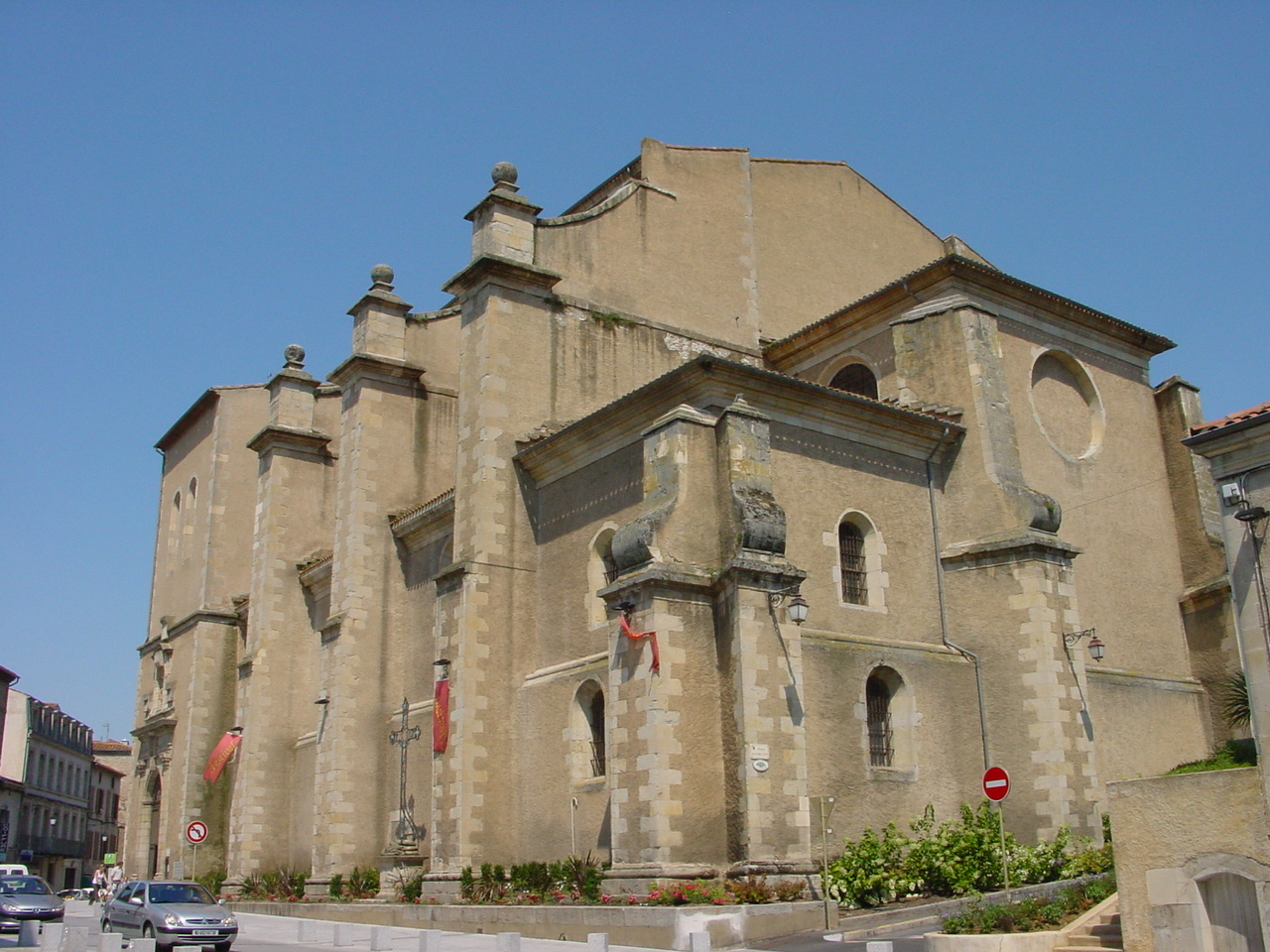
Excatedral de San Benito, en Castres

La arquidiócesis tiene 5782 km² y extiende su jurisdicción sobre los fieles católicos de rito latino residentes en el departamento de Tarn en la región de Occitania.

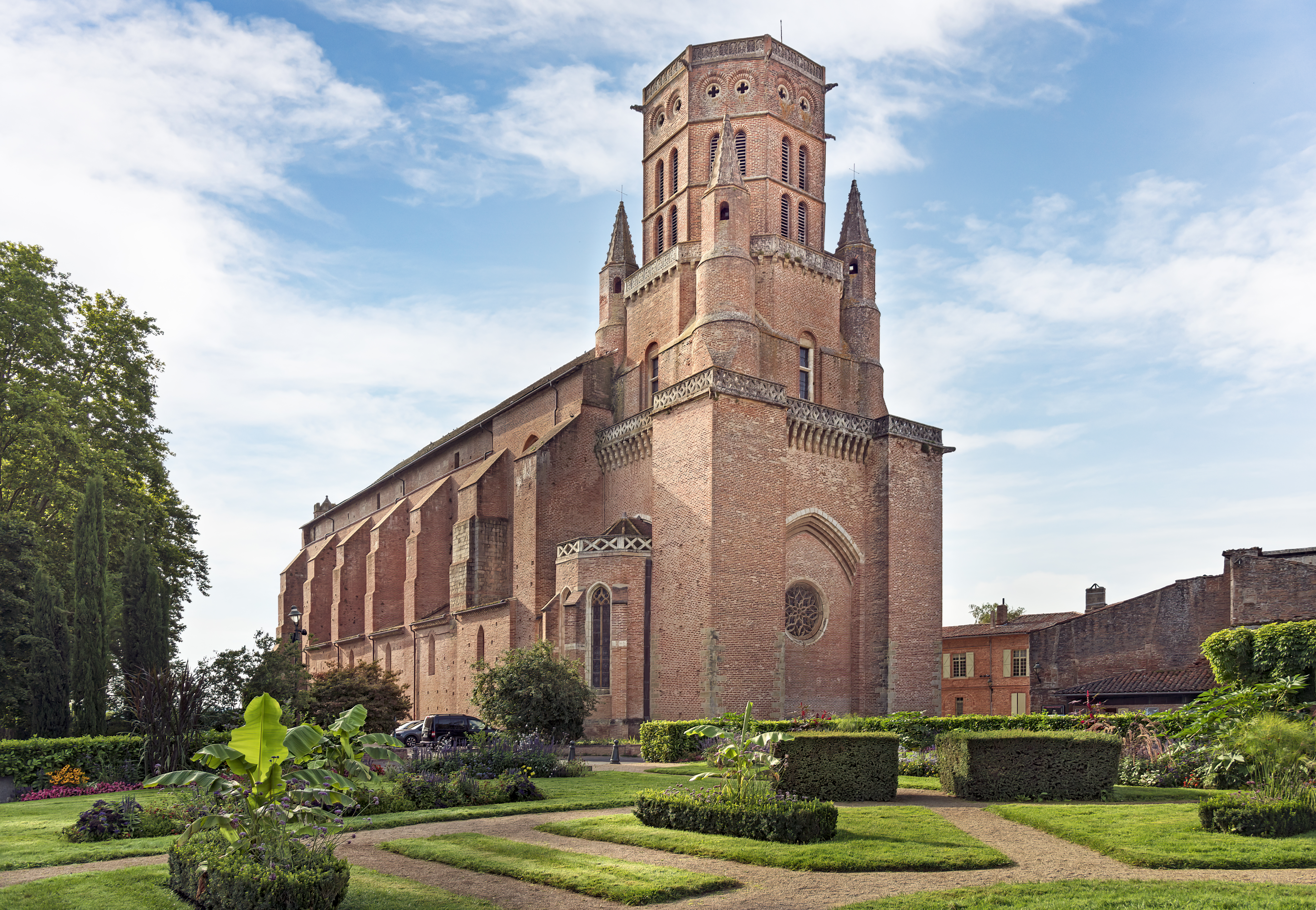
Excatedral de San Alano, en Lavaur

La sede de la arquidiócesis se encuentra en la ciudad de Albi, en donde se halla la Catedral de Santa Cecilia. En el territorio de la arquidiócesis se hallan las excatedrales de: San Benito, en Castres (ex diócesis de Castres) y de San Alano, en Lavaur (ex diócesis de Lavaur).

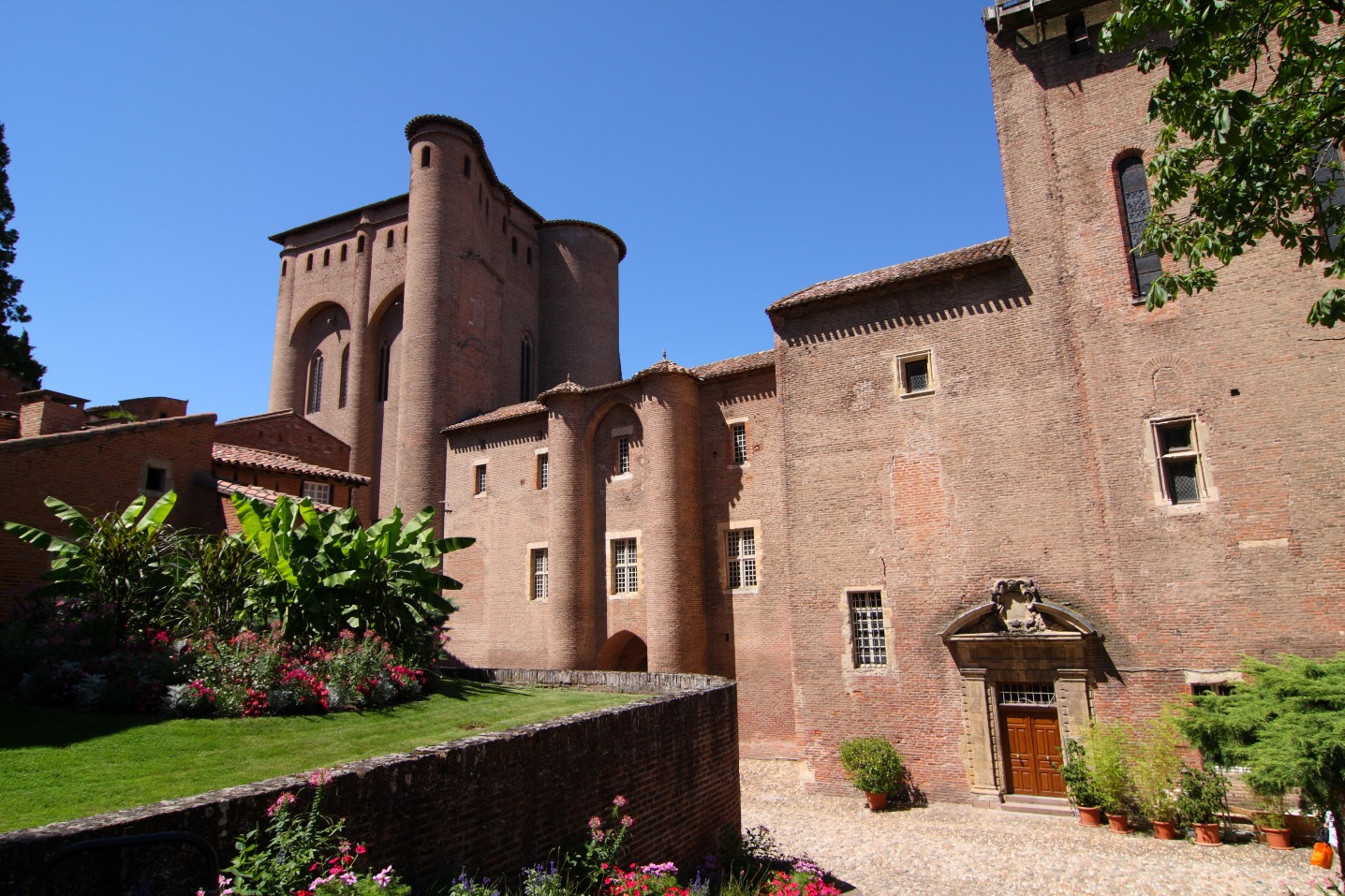
Antiguo palacio arzobispal de Albi, llamado Palacio de la Berbie, construido por Durand de Beaucaire en el y fortificado por Bernard de Castanet, alberga actualmente el museo Toulouse-Lautrec

En 2022 en la arquidiócesis existían 507 parroquias.

## Historia
Según la tradición, el primer evangelizador y protoobispo de la diócesis de Albi fue san Claro, al que sucedió su discípulo Antimo. El primer obispo históricamente documentado es Diogeniano, mencionado por Gregorio de Tours a principios del siglo V; después de él, Sabino participó en el Concilio de Agde en 506.
La civitas Albigensium formaba parte de la provincia romana de Aquitania primera, como lo demuestra la Notitia Galliarum de principios del siglo V. Por lo tanto, la diócesis dependía como sufragánea de la sede metropolitana de Bourges.
Hacia finales del siglo XII, el catarismo se estableció en todo el Languedoc mediante la predicación en los pueblos: se extendió especialmente en la diócesis de Albi, hasta el punto de que los cátaros fueron llamados simplemente albigenses. Contra ellos se lanzó una auténtica cruzada en el siglo XIII, llamada Cruzada albigense, solicitada por Raimundo VI de Toulouse en el IV Concilio de Letrán en 1215. Declarados herejes, los albigenses fueron erradicados hacia mediados de siglo, con la fuerza de las armas y con el trabajo de la Inquisición, establecida precisamente para esta ocasión.
La victoria sobre los cátaros y la caída simultánea de los señores de Trencavel, que dominaban Albi, aumentaron enormemente el poder espiritual y temporal de los obispos; en este contexto surgió la Ciudad episcopal de Albi, signo del poder y riqueza de los obispos albigenses.
El 29 de diciembre de 1296 la diócesis de Albi se convirtió en la segunda diócesis francesa, después de la de Rodez, en adoptar el rito romano.
El 9 de julio de 1317 cedió una parte de su territorio para la erección de la diócesis de Castres mediante la bula Salvator noster del papa Juan XXII.
Durante el siglo XVI la región de Albi estuvo entre las más afectadas y devastadas por las guerras de religión. Los éxitos de la Reforma protestante fueron erradicados sólo al precio de sangrientas batallas que involucraron a la diócesis durante más de veinte años (1572-1595).
El 3 de octubre de 1678 fue elevada al rango de arquidiócesis metropolitana mediante la bula Triumphans Pastor del papa Inocencio XI: las diócesis de Rodez, Castres, Vabres, Cahors y Mende fueron asignadas como sufragáneas.
En octubre de 1679, Giacinto Serroni, el primer arzobispo, estableció el seminario arzobispal. En 1683 construyó un nuevo edificio para albergar el seminario y al año siguiente confió la enseñanza a los jesuitas, que habían establecido un colegio en Albi desde 1623. Serroni, que celebró un sínodo anual el miércoles de la segunda semana de Pascua y realizó regularmente visitas pastorales a las parroquias, y sobre todo su sucesor Charles Le Goux de la Berchère fueron los principales reformadores de la arquidiócesis en línea con las directivas del Concilio de Trento.
En vísperas de la Revolución francesa, la arquidiócesis, dividida en 21 distritos, incluía 214 parroquias y 128 iglesias adjuntas, agrupadas en 4 arcedianatos: Albi (o Dénat), Puy-Saint Georges, Castelnau de Montmiral y Lautrec (o Mazières). El cabildo catedralicio estaba integrado por 20 canónigos y muchos otros dignatarios; originalmente los canónigos eran religiosos que seguían la regla de san Agustín; fueron secularizados por el papa Bonifacio VIII en 1297.
A raíz del concordato mediante la bula Qui Christi Domini del papa Pío VII del 29 de noviembre de 1801, la arquidiócesis de Albi fue suprimida y su territorio fue agregado al de la diócesis de Montpellier (hoy arquidiócesis de Montpellier).
En junio de 1817 se estipuló un nuevo concordato entre la Santa Sede y el gobierno francés, al que siguió el 27 de julio la bula Commissa divinitus, con la que el papa Pío VII restauró la sede de Albi; Charles Brault, trasladado desde la sede de Bayeux, fue nombrado arzobispo. Sin embargo, dado que el concordato no entró en vigor al no ser ratificado por el Parlamento de París, el nombramiento de Brault no tuvo efecto.
El 6 de octubre de 1822, mediante la bula Paternae charitatis del papa Pío VII, la arquidiócesis fue definitivamente restablecida, obteniendo su territorio de la diócesis de Montpellier. En esta ocasión Charles Brault pudo abandonar la sede de Bayeux y tomar posesión de su nueva residencia. La nueva provincia eclesiástica incluía a las anteriores sufragáneas de Rodez, Cahors y Mende, y a la nueva sufragánea de Perpiñán.
El 17 de febrero de 1922 los arzobispos de Albi tuvieron el privilegio de añadir a su título el de obispos de Castres y de Lavaur, sedes suprimidas cuyo territorio pertenece a la actual arquidiócesis.
El arzobispo Jean-Joseph-Aimé Moussaron († 1956) fue incluido entre los Justos entre las Naciones en 2010.
El 8 de diciembre de 2002, con la reorganización de los distritos eclesiásticos franceses, Albi perdió su dignidad metropolitana manteniendo al mismo tiempo el título de arzobispado y pasó a ser sede sufragánea de la arquidiócesis de Toulouse.

## Estadísticas
Según el Anuario Pontificio 2023 la arquidiócesis tenía a fines de 2022 un total de 291 000 fieles bautizados.
| Año                                                                             | Población            | Población | Población      | Sacerdotes | Sacerdotes    | Sacerdotes    | Bautizados por sacerdote | Diáconos permanentes | Religiosos | Religiosos | Parroquias |
| Año                                                                             | Bautizados católicos | Total     | % de católicos | Total      | Clero secular | Clero regular | Bautizados por sacerdote | Diáconos permanentes | Varones    | Mujeres    | Parroquias |
| ------------------------------------------------------------------------------- | -------------------- | --------- | -------------- | ---------- | ------------- | ------------- | ------------------------ | -------------------- | ---------- | ---------- | ---------- |
| 1959                                                                            | 290 000              | 308 700   | 93.9           | 571        | 439           | 132           | 507                      |                      | 232        | 1360       | 506        |
| 1970                                                                            | 300 000              | 532 011   | 56.4           | 273        | 273           |               | 1098                     |                      |            |            | 509        |
| 1980                                                                            | 300 800              | 341 000   | 88.2           | 290        | 284           | 6             | 1037                     | 1                    | 16         | 764        | 509        |
| 1990                                                                            | 304 000              | 344 000   | 88.4           | 219        | 211           | 8             | 1388                     | 3                    | 21         | 861        | 509        |
| 1999                                                                            | 300 000              | 342 800   | 87.5           | 172        | 163           | 9             | 1744                     | 14                   | 43         | 573        | 504        |
| 2000                                                                            | 340 000              | 354 857   | 95.8           | 171        | 163           | 8             | 1988                     | 4                    | 31         | 490        | 509        |
| 2001                                                                            | 300 000              | 354 867   | 84.5           | 203        | 153           | 50            | 1477                     | 7                    | 109        | 514        | 509        |
| 2002                                                                            | 300 000              | 354 867   | 84.5           | 196        | 153           | 43            | 1530                     | 6                    | 75         | 390        | 509        |
| 2003                                                                            | 280 000              | 354 867   | 78.9           | 257        | 145           | 112           | 1089                     | 10                   | 149        | 482        | 509        |
| 2004                                                                            | 280 000              | 354 867   | 78.9           | 183        | 141           | 42            | 1530                     | 11                   | 81         | 469        | 509        |
| 2006                                                                            | 281 000              | 357 000   | 78.7           | 176        | 134           | 42            | 1596                     | 10                   | 87         | 439        | 509        |
| 2012                                                                            | 286 600              | 385 700   | 74.3           | 173        | 131           | 42            | 1656                     | 13                   | 78         | 341        | 509        |
| 2015                                                                            | 290 700              | 391 048   | 74.3           | 167        | 126           | 41            | 1740                     | 15                   | 77         | 273        | 509        |
| 2018                                                                            | 289 700              | 396 341   | 73.1           | 136        | 105           | 31            | 2130                     | 21                   | 54         | 257        | 507        |
| 2020                                                                            | 290 300              | 397 929   | 73.0           | 134        | 107           | 27            | 2166                     | 23                   | 53         | 179        | 507        |
| 2022                                                                            | 291 000              | 399 108   | 72.9           | 125        | 100           | 25            | 2328                     | 25                   | 41         | 166        | 507        |
| Fuente: Catholic-Hierarchy, que a su vez toma los datos del Anuario Pontificio. |                      |           |                |            |               |               |                          |                      |            |            |            |

## Episcopologio
- San Claro †
- Antimo †
- Diogeniano † (inicios del siglo V)
- Anemio? † (mencionado en 451)[nota 1]
- Sabino † (mencionado en 506)
- Ambrogio † (mencionado en 549)
- San Salvio † (circa 574 o 575-10 de septiembre de 584 falleció)
- Desiderio †[nota 2]
- Didone † (en la época del papa Gregorio I)[nota 3]
- Fredemondo † (mencionado en 614)
- Costanzo † (antes de 627-después de 640/647)
- Riccardo † (mencionado en 673/675)
- Citroino † (mencionado en 692)[nota 4]
- San Amarando †[nota 5]
- Ugo † (mencionado en 722)
- Giovanni † (mencionado en 734)
- Verdato † (mencionado en 812)
- Guglielmo I † (mencionado en 825)
- Balduino † (mencionado en 844)
- Panderio † (mencionado en 854)[nota 6]
- Lupo † (antes de 869-después de 879)[nota 7]
- Eligio † (mencionado el 17 de noviembre de 886)
- Adoleno † (antes de agosto de 887-después de 891)
- Godelrico † (mencionado en 920)[nota 8]
- Paterno † (mencionado en 921)
- Angelvino † (mencionado en 936)
- Mirone † (mencionado en 941)
- Bernardo † (antes de 961-después de 967)[nota 9]
- Frotario † (antes de 972-987 nombrado obispo de Nimes)[nota 10]
- Amelio I † (mencionado en 987)[nota 11]
- Ingelbino † (mencionado en 990)[nota 12]
- Onorato † (mencionado en 992)
- Amblardo † (mencionado en 998)[nota 13]
- Amelio II † (antes de 1020-circa 1040)[nota 14]
- Guillaume II † (antes de 1041 circa-después de 1054)
- Aldegaire I †[nota 15]
- Frotard † (1062-1079 depuesto)
- Guillaume de Poitiers † (1079-después de 1090)
- Gauthier † (mencionado en 1096)
- Hugues II † (antes de 1098-después de 1099)
- Aldegaire II † (mencionado en 1103)[nota 16]
- Arnaud de Cessenon † (junio de 1103-?)[nota 17]
- Adelgaire III de Penne † (antes de 1108 o 1109-después de 1110)
- Sicard † (mencionado en 1115)
- Bertrand † (1115-1125)
- Humbert de Géraud † (1125-después de 1133)[nota 18]
- Hugues III † (1136-después de marzo de 1143)
- Rigaud † (1043 o 1144-después de 1155)
- Guillaume de Pierre † (1157-después de 1177)
- Gérard † (mencionado en 1176)[nota 19]
- Claudio d'Andria † (mencionado en 1183)
- Guillaume de Pierre de Brens † (1185-después de agosto de 1227 renunció)
- Durand † (24 de abril de 1228-agosto de 1254 falleció)
- Bernard de Combret † (agosto de 1254-16 de junio de 1271 falleció)
  - Sede vacante (1271-1276)
- Bernard de Castanet † (7 de marzo de 1276-30 de julio de 1308 nombrado obispo de Le Puy-en-Velay)
- Bertrand des Bordes † (30 de julio de 1308-19 de diciembre de 1310 renunció)
- Géraud † (12 de enero de 1311-7 de mayo de 1313 falleció)
- Béraud de Farges † (31 de julio de 1313-1333 falleció)
- Pierre de Vie † (15 de junio de 1334-1336 falleció)
- Bernard de Camiet † (20 de octubre de 1337-28 de noviembre de 1337 falleció)
- Guglielmo Curti, O.Cist. † (3 de diciembre de 1337-18 de diciembre de 1338 renunció)
- Pectin de Montesquieu † (27 de enero de 1339-17 de diciembre de 1350 renunció)
- Arnauld Guillaume de La Barthe † (22 de diciembre de 1350-circa de noviembre de 1354 falleció)
- Hugues Aubert † (28 de noviembre de 1354-11 de marzo de 1379 falleció)
- Domenico da Firenze, O.P. † (18 de mayo de 1379-30 de mayo de 1382 nombrado obispo de Saint-Pons-de-Thomières)
- Jean de Saie † (30 de mayo de 1382-1383 falleció)
- Guillaume de la Voulte † (4 de noviembre de 1383-15 de octubre de 1392 falleció)
  - Pierre † (1386-1392 o 1393) (antiobispo)
- Domenico da Firenze, O.P. † (24 de octubre de 1392-24 de agosto de 1410 nombrado arzobispo de Toulouse) (por segunda vez)
- Pierre de Neveu † (5 de septiembre de 1410-1434 falleció)
- Robert d'Auvergne, O.S.B. † (12 de abril de 1434-1461 falleció)
- Bernard de Cazilhac † (12 de octubre de 1461-11 de noviembre de 1462 falleció)
- Jean Jouffroy, O.Clun. † (10 de diciembre de 1462-11 de diciembre de 1473 falleció)
- Luigi I d'Amboise † (24 de enero de 1474-1 de julio de 1503 falleció)
- Luigi II d'Amboise † (1 de julio de 1503 por sucesión-30 de septiembre de 1510 renunció)
  - Robert Guibé † (30 de septiembre de 1510-9 de noviembre de 1513 falleció) (administrador apostólico)
  - Giulio de' Medici † (21 de noviembre de 1513-? renunció) (administrador apostólico)
- Charles Robertet † (14 de marzo de 1515-1515 renunció)
- Jean-Jacques Robertet † (25 de mayo de 1515-26 de mayo de 1518 o 1519 falleció)
  - Adrien Gouffier de Boissy † (6 de junio de 1519-24 de julio de 1523 falleció[nota 20]) (administrador apostólico)
- Aymar de Gouffier, O.S.B. † (29 de febrero de 1524-9 de septiembre o 9 de octubre de 1528 falleció)
  - Antoine Duprat † (23 de diciembre de 1528-9 de julio de 1535 falleció) (administrador apostólico)
  - Giovanni di Lorena † (6 de agosto de 1535-19 de mayo de 1550 falleció) (administrador apostólico)
  - Luigi di Guisa † (27 de junio de 1550-1551 o 1554 renunció) (administrador apostólico)
  - Lorenzo Strozzi † (9 de mayo de 1551 o 1561-6 de febrero de 1568 nombrado arzobispo de Aix) (administrador apostólico)
- Filippo de Rodolfis † (6 de febrero de 1568-30 de junio de 1574 falleció)
- Giuliano de' Medici † (28 de marzo de 1575 o 1576-28 de julio de 1588 falleció)
- Alphonse I d'Elbène † (agosto de 1588-8 de febrero de 1608 falleció)
- Alphonse II d'Elbène † (8 de febrero de 1608 por sucesión-antes de octubre de 1634 depuesto)
- Gaspard de Daillon du Lude † (28 de enero de 1636-24 de julio de 1674 falleció)
  - Sede vacante (1674-1678)
- Giacinto Serroni, O.P. † (3 de octubre de 1678-7 de enero de 1687 falleció)
  - Sede vacante (1687-1693)
- Charles Le Goux de la Berchère † (12 de octubre de 1693[nota 21]-12 de noviembre de 1703 nombrado arzobispo de Narbona)
- Henri de Nesmond † (12 de noviembre de 1703-14 de enero de 1722 nombrado arzobispo de Toulouse)
- Armand Pierre de la Croix de Castries † (23 de septiembre de 1722-15 de abril de 1747 falleció)
- Dominique de La Rochefoucauld † (29 de mayo de 1747-30 de abril de 1759 renunció[nota 22])
- Léopold-Charles de Choiseul-Stainvill † (28 de mayo de 1759-5 de julio de 1764 renunció[nota 23])
- François-Joachim de Pierre de Bernis † (9 de julio de 1764-2 de noviembre de 1794 falleció)
- François de Pierre de Bernis † (2 de noviembre de 1794 por sucesión-29 de noviembre de 1801 renunció[nota 24])
  - Sede suprimida (1801-1822)
- Charles Brault † (1 de octubre de 1817-25 de febrero de 1833 falleció)
- François-Marie-Edouard de Gualy † (30 de septiembre de 1833-16 de junio de 1842 falleció)
- Jean-Joseph-Marie-Eugène de Jerphanion † (27 de enero de 1843-20 de noviembre de 1864 falleció)
- Jean-Paul-François-Marie-Félix Lyonnet † (27 de marzo de 1865-24 de diciembre de 1875 falleció)
- Etienne-Emile Ramadié † (26 de junio de 1876-24 de julio de 1884 falleció)
- Jean-Emile Fonteneau † (13 de noviembre de 1884-23 de marzo de 1899 falleció)
- Eudoxe-Irénée-Edouard Mignot † (14 de diciembre de 1899-18 de marzo de 1918 falleció)
- Pierre-Célestin Cézerac † (18 de marzo de 1918 por sucesión-30 de enero de 1940 falleció)
- Jean-Joseph-Aimé Moussaron † (11 de mayo de 1940-10 de marzo de 1956 falleció)
- Jean-Emmanuel Marquès † (5 de enero de 1957-2 de agosto de 1961 falleció)
- Claude Dupuy † (4 de diciembre de 1961-15 de junio de 1974 retirado)
- Robert-Joseph Coffy † (15 de junio de 1974-13 de abril de 1985 nombrado arzobispo de Marsella)
- Joseph-Marie-Henri Rabine † (17 de marzo de 1986-12 de diciembre de 1988 falleció)
- Roger Lucien Meindre † (8 de abril de 1989-7 de octubre de 1999 falleció)
- Pierre-Marie Carré (13 de julio de 2000-14 de mayo de 2010 nombrado arzobispo coadjutor de Montpellier)
- Jean Marie Henri Legrez, O.P. (2 de febrero de 2011-18 de agosto de 2023 retirado)
- Jean-Louis Balsa, desde el 18 de agosto de 2023